# Bankéřská lampa

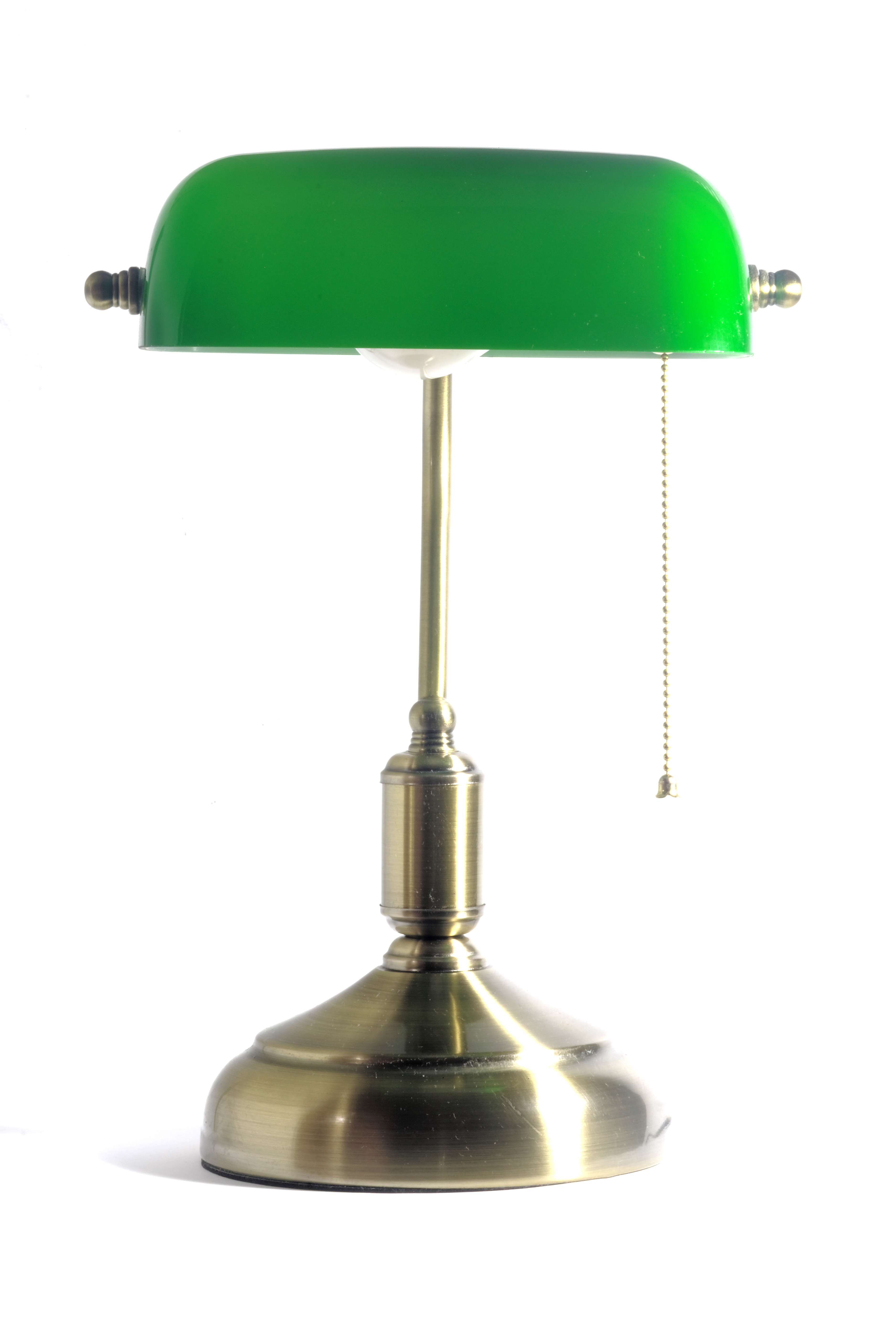
Bankéřská lampa

Bankéřská lampa (anglicky banker's lamp) je design elektrické stolní lampy s mosazným stojanem, zeleným stínidlem a šňůrkovým vypínačem, který byl populární především v první polovině 20. století. V populární kultuře bývá spojován s univerzitními knihovnami a bankovními nebo právními kancelářemi (tuto pozici v populární kultuře podpořil mj. film Kmotr nebo seriál Západní křídlo).
Design bankéřské lampy byl patentován v USA v roce 1909 Harrisonem D. McFaddinem. Tehdy se bankéřské lampy v USA prodávaly pod názvem Emeralite a stínítka na ně byla vyráběna v moravském Rapotíně. Byly považovány za luxusní zboží. Zelené stínidlo měly proto, že světlo z tehdejších svítidel bylo příliš přímé a nevhodné na čtení. Zelený filtr tento problém řešil, ze stejného důvodu se tehdy používaly také zelené kšilty, typické pro účetní nebo telegrafisty. Po nárůstu popularity lampy Emeralite začali bankéřské lampy vyrábět i další výrobci, v mírně pozměněných podobách. S bankéřskými lampami se lze setkat dodnes, často bývají používány jako designový prvek v prostorách upravených v tzv. vintage stylu.